# Aja (ラジオパーソナリティ)
Aja（1977年1月9日 - ）は、東京都出身の元ラジオパーソナリティー。

## 人物
- 東京に生まれオランダで育つ。[※ 1]

- その後アメリカ、カナダへと渡り大学でパフォーミングアートを専攻。

- 帰国後、FMラジオやCSテレビで活動していた。

- 現在はオランダ在住の2児の母。[※ 2]
- 子どもの通う学校（モンテソーリー）のボランティアや和食ワークショップを開催したりしている。
- 現地の対決料理番組 (24 kitchen-Chef's line) の日本料理の回に一般主婦として出演したり、オランダで放映される日本のドキュメンタリー番組にスタッフとして携わったりしている。

## 過去の出演番組
ラジオ
- fm yokohama
  - ROCK DRIVE
  - THE RANKING（金曜日）
  - MUSIC KINGDOM FRIDAY
  - TOP TO BOTTOM 20
  - DHC キラキラレイディオ

- FM PORT
  - PORT ON SATURDAY "AFTERNOON"
  - PORT ON SUNDAY "AFTERNOON"

- NHKデジタルラジオ
  - New Tradition 和ナビ

- エフエム世田谷
  - ネッツトヨタ東京presents Netz Go Driving
  - Global Station

機内放送
- HOT MUSIC A-LINE（全日本空輸）

テレビ
- テレビ東京
  - 音時間（ナレーション）
  - プリンス（ナレーション）

- BS11
  - 大人の自由時間（アシスタント）

- ミュージック・エア
  - 田中一郎ギター・アッパーカット（アシスタント）

- ディズニー
  - 東京ディズニーリゾートシーズンナビ